# Alessandro Bergonzoni
 (mars 2023).
Le contenu est difficilement compréhensible vu les erreurs de traduction, qui sont peut-être dues à l'utilisation d'un logiciel de traduction automatique.
 (juin 2023).
Si vous disposez d'ouvrages ou d'articles de référence ou si vous connaissez des sites web de qualité traitant du thème abordé ici, merci de compléter l'article en donnant les références utiles à sa vérifiabilité et en les liant à la section « Notes et références ».
Alessandro Bergonzoni né à Bologne le 21 juillet 1958 est un dramaturge et humoriste italien.  

## Biographie

### Débuts
Après avoir fréquenté l'Accademia Antoniana et obtenu un diplôme en droit, il commence ses premières œuvres théâtrales, où il aborde les thèmes comiques qui le caractériseront : l'absurdité comique, le rejet de la réalité comme référence artistique et la capacité de jouer avec le langage pour créer des situations surréalistes paradoxales . C'est en 1982, à 24 ans, qu'il joue dans la pièce Scemeggiata. En 1986, il participe à l'émission  de la Rai Uno intitulée Il bello della direct.

### Principaux travaux et reconnaissance
En 1987, Bergonzoni obtient les premières reconnaissances, tant de la critique que du grand public. À partir de 1988, il entame une série de rencontres avec des étudiants universitaires et lycéens sur les thèmes de la comédie, rencontres qui se poursuivent encore aujourd'hui. À la même période, La Repubblica publie une chronique hebdomadaire.
En 1989, à Bordighera, sa BD Les baleines restent assises reçoit la palme d'or. De ce livre naît le spectacle théâtral homonyme qu'il tournera pendant plus de deux ans. En 1991, il commence la production de près de 150 épisodes de trois minutes pour Radio2.
En 1992, il collabore au Corriere della Sera et à de multiples revues grand public et littéraires.
Il entame également une collaboration avec le groupe musical Stadio et auteur du "concept" de l'album Nous sommes tous des éléphants inventés (le titre est aussi de lui).
En 2000, il augmente sa participation à Radio Rai. Il écrit en 2003 le scénario de son premier long métrage. En 2004, il revient au théâtre avec Predisporsi al micidiale, qui lui vaut le prix de l'Association nationale des critiques de théâtre.
Il prend part, le 8 septembre 2007 au V-Day, organisé par Beppe Grillo sur la Piazza Maggiore à Bologne. En 2008 et 2009, il remporte plusieurs prix comme auteur et acteur, et donne des conférences au Festival de philosophie de Modène.
En mai 2009, il est invité à prendre la parole à l'université d'Oxford, Italian Society. 
En 2007, il fait ses débuts de dramaturge avec la pièce Nel. De 2010 à 2013, il participe à la tournée théâtrale du spectacle Urge. En 2014, le spectacle Nessi fait ses débuts. De 2018 à 2021, est donné son spectacle Trascendi e sali.
En 2022, il reçoit le prix national de la culture de la paix.

### Pièces de théâtre

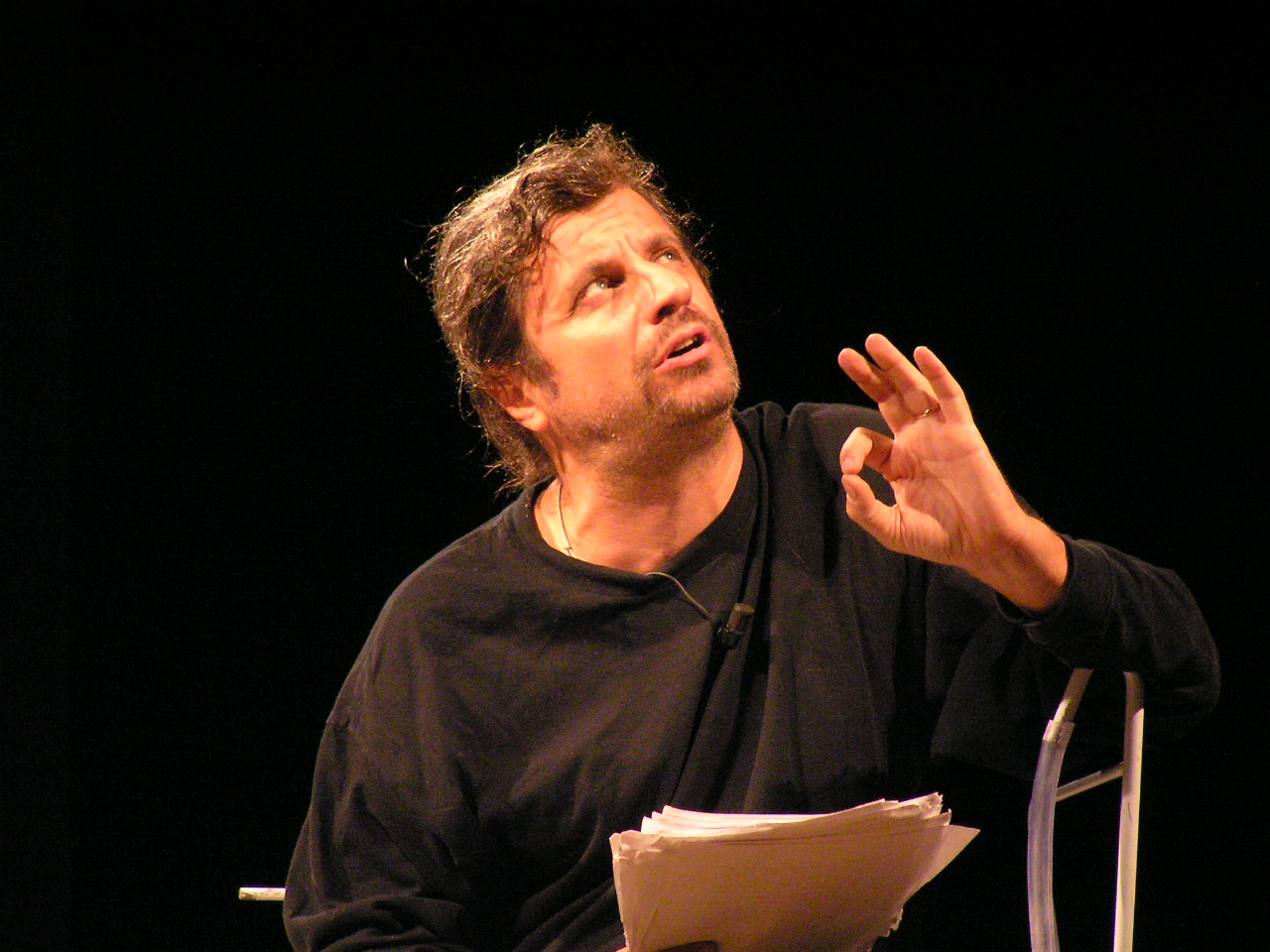
Alessandro Bergonzoni lors d'un spectacle en 2004

## Œuvres

### Livres
Les livres sont présentés ici sous leur titre traduit
- Les baleines restent assises, Milan, A. Mondadori, 1989.  (ISBN 88-04-32952-1) couronné en 1990 "meilleure bande dessinée de l'année" (Palma D'Oro de Bordighera)
- Presque combien. Articles définis et non définis. Un cadeau parfait , Bologne, Capriccio, 1990.  (ISBN 88-7055-124-5)
- C'est déjà mercredi et je ne suis pas, Milan, A. Mondadori, 1992.  (ISBN 88-04-35681-2)
- Motifs de satisfaction campés dans le désert, Milan, Lupetti, 1992.  (ISBN 88-85838-87-1)
- Deux roues. Guide d'utilisation et d'imagination selon le nouveau code de la route , avec d'autres, Rome, Alternative Press, 1993.  (ISBN 88-7226-121-X)
- La nuit, (ouvrage collectif), Milan, Bompiani, 1993.  (ISBN 88-452-2079-6)
- Le grand Fermo et ses petits va-et-vient, Milan, Garzanti, 1995.  (ISBN 88-11-62011-2)
- silences. Théâtre d'Alessandro Bergonzoni , Milan, Ubulibri, 1997.  (ISBN 88-7748-197-8)
- Deviner. Conte à taille humaine, 9 escales , Milan, Littérature du métro, 1998.
- Opper. Histoire d'un saut , Milan, Garzanti, 1999.  (ISBN 88-11-62034-1)
- Écrire et voyager. Histoires , avec d'autres, Rome, Full color sound, 2004.
- Je ne brûle pas du désir de devenir un homme tant que je peux aussi être une femme, un enfant, un animal ou une chose, Milan, Bompiani, 2005.  (ISBN 88-452-3491-6)
- Il était une fois un roi... mais il est mort. Contes de fées qui finissent plutôt bien , avec d'autres, Turin, Einaudi, 2006.  (ISBN 88-06-18523-3)
- La vie en jeu. Eluana et nous , avec d'autres, Milan, Ares, 2009.  (ISBN 978-88-8155-466-9)
- Assez dégoulinant, Milan, Livres Scheiwiller, 2009.  (ISBN 978-88-7644-614-6)
- Nel, Milan, Garzanti, 2011.  (ISBN 978-88-11-67039-1)
- L'Amorte, Milan, Garzanti, 2013.
- Ouvre-moi le ciel. Dix ans de mémoire, articulé , Milan, Garzanti, 2020.  (ISBN 978-88-11-81330-9)

### Courts-métrages
- Piccola Mattanza (1996)

### Films
- Pinocchio de Roberto Benigni (2002) - dans le rôle du directeur de cirque
- Quijote de Mimmo Paladino (2006) - dans le rôle du magicien Festone

### Émissions de radio et de télévision
- Tais-toi, tu entends tout - Radio2 Rai (1991)
- Le vent a un bon nez - Radio2 Rai (1992) lauréate en 1992 du prix de la critique radio/télévision en tant que meilleure émission comique de l'année
- Mission Hirondelle - Radio2 Rai (1993)
- Livre blanc - Tele+Bianco (2002)

## Bandes dessinées
Le personnage du Magicien des mots, dans le numéro 2936 de Topolino, est inspiré de Bergonzoni[réf. nécessaire].

## Récompenses et reconnaissances

### Récompenses
- Prix Ubu
  - 2007/2008 : Meilleur acteur pour Nel

### Dans les bandes dessinées
Le personnage du Magicien des mots, dans le numéro 2936 de Topolino, est inspiré de Bergonzoni.